# Lienella caudatoria
Lienella caudatoria är en stekelart som beskrevs av André Seyrig 1952. Lienella caudatoria ingår i släktet Lienella och familjen brokparasitsteklar. Inga underarter finns listade i Catalogue of Life.